# Fred West
Frederick Walter Stephen "Fred" West (29 de setembro de 1941 - 1 de janeiro de 1995) foi um assassino em série britânico. Entre 1967 e 1987, West - sozinho e posteriormente com a sua segunda esposa, a também assassina em série Rosemary West - torturou e estuprou mulheres jovens e crianças, matando doze delas, incluindo membros da própria família. Fred matou pelo menos duas pessoas antes de se juntar a sua esposa Rosemary, esta que assassinou sua enteada (a criança mais velha da primeira esposa de Fred) enquanto ele estava cumprindo pena por roubo. A maioria dos assassinatos ocorreram entre 1973 e 1979 no porão da casa dos Wests, e muitos corpos foram enterrados dentro ou perto desta residência.
O casal foi detido e preso em 1994. Fred se suicidou antes de ir a julgamento, enquanto Rosemary foi condenada a prisão perpétua em novembro de 1995, depois de ser considerada culpada por dez assassinatos. A casa deles em Cromwell Street  acabou sendo demolida para dar lugar a uma passagem.

## Biografia

### Infância e juventude
Fred West nasceu em uma família pobre de trabalhadores rurais em Bickerton Cottage, Much Marcle, Herefordshire. Seu pai era Walter Stephen West (5 de julho de 1914 - 28 de março de 1962) e sua mãe Daisy Hannah Hill (20 de maio de 1922 - 6 de fevereiro de 1968). Ele era o segundo de seis crianças. Posteriormente West alegaria que seu pai cometia incesto com suas filhas. Foi sugerido que o incesto era socialmente aceito na família, e que seu pai ensino-lhe comportamentos depravados desde cedo. Em entrevistas policiais, West lembraria que seu pai falou em várias ocasiões: " Se você quer fazer algo, apenas não seja flagrado fazendo ". Também foi declarado que sua mãe o abusou sexualmente quando ele tinha doze anos, entretanto isso nunca foi provado ou admitido por Fred West. Em 2014 seu irmão Doug o acusou de ter mentido e que tudo não passaria de fantasias na mente dele.
Na idade escolar, West demonstrou grande interesse e habilidade em marcenaria e arte, contudo tinha grandes dificuldades em outras matérias. Deixou a escola aos quinze anos em dezembro de 1956.  
Aos dezessete anos, em novembro de 1958, sofreu um sério acidente de moto, fraturando o crânio, os braços e as pernas, e entrou em coma por uma semana. A família notou que após o acidente, West começou a ter longas crises de raiva com facilidade. Dois anos depois, ele bateu a cabeça em um extintor de incêndio e ficou inconsciente por um dia.
Nos anos 60, com dezenove anos, Fred West foi preso por molestar uma criança de treze anos de idade. Ele foi condenado, mas conseguiu escapar da prisão. Por consequência, sua mãe o mandou morar com a sua tia Violet em Much Marcle, e o restante da família o renegou para o resto da vida.

### Casamento com Catherine "Rena" Costello
Em setembro de 1962, agora com vinte e um anos, West começou um relacionamento com Catherine Costello, mais conhecida por seu apelido de prostituta Rena. Apesar de Costello estar grávida de outro homem, ela e West se casaram em 17 de novembro e se mudaram para Coatbridge, Lanarkshire. O bebê nasceu em 22 de fevereiro de 1963 e recebeu o nome de Charmaine Carol. Costello e West alegaram que tinham adotado Charmaine, e o pai seria um paquistanês motorista de ônibus. Em julho de 1964, o casal teve outra filha, Anne Marie. Durante sua estadia em Coatbridge, West trabalhou como sorveteiro em uma van. Em 4 de novembro de 1965, ele atropelou e matou uma criança de quatro anos idade utilizando o veículo.
No final de 1965, West temia que poderia sofrer represálias do acidente com a van caso continuasse em Coatbridge. A família, agora acompanhada pela babá Isa McNeill e pela amigade Costello, Anne Mcfall, decidiu se mudar para Lakeside Caravan. Não aguentando mais os comportamentos sexais agressivos de West, Catherine Costello voltou para sua cidade de origem na Escócia. Anne Macfall permaneceu a fim de cuidar das crianças, e logo se tornou próxima de West. Costello retornava de meses em meses para visitar suas filhas. Em agosto de 1967, Mcfall, que estava grávida de oito meses de West, sumiu repentinamente. Ela nunca foi dada como desparecida, e seu corpo permaneceu no mesmo lugar até ser encontrado pela polícia em junho de 1994.
Em setembro de 1967 Costello retornou para viver com West, mas o deixou novamente no ano seguinte, deixando as crianças sob o cuidado de Fred

### Casamento com  Rosemary "Rose" Letts
Em 29 de janeiro de 1972, Fred se casa com Rosemary, uma amiga próxima, em [Gloucester], mas já convivia com Fred desde 1971. Rose seria a parceira de vários assassinatos cometidos por Fred. Tiveram 7 filhas juntos, e se acredita que todas foram abusadas sexualmente e fisicamente, um hábito incestuoso que provavelmente veio da infância de Fred. Uma delas, Charmine, foi morta por Rosemary enquanto Fred estava cumprindo pena na cadeia por roubo. 
As vítimas escolhidas eram moças jovens, que eram sequestradas, colocadas no porão onde sofriam abusos sexuais para enfim serem mortas. Muitas delas foram enterradas na própria residência dos Wests. O casal cometia as torturas e assassinatos juntos. Somente uma, Caroline Roberts, conseguiu escapar em outubro de 1972. Ela era a babá da família, e foi amarrada e vendada para sofrer abusos sexuais e físicos por algumas horas. Caroline só conseguiu escapar porque Fred prometeu sua liberdade caso não contasse o que aconteceu para ninguém, e que ela poderia continuar sendo a babá da família. Ela aceitou, e uma vez livre imediatamente reportou aos policiais. Estes, entretanto, não encontraram nada que pudesse incriminar o casal.

### Investigações, prisão e morte
Uma das filhas dos Wests acabou reclamando na escola sobre os abusos que sofria, e a mãe de um aluno chamou imediatamente a polícia. Os policiais já suspeitavam dos Wests, pois se espalhavam boatos que eles diziam para as filhas "se comportem ou vão parar no quintal junto com Heather (uma das vítimas)". Uma batida policial aconteceu em 22 de abril de 1994 na casa de Fred e Rose, e ossos humanos foram encontrados no quintal. O casal, então, foi finalmente preso.
Para evitar o julgamento, Fred se enforcou na cela da prisão em 1 de janeiro de 1995.

## Vítimas

#### Charmine West
- Acredita-se que foi morta em junho de 1971 por Rose West enquanto Fred estava na prisão. O motivo seria para quebrar relações com a mãe de Charmine, a "Rena".

#### Catherine Bernadette "Rena" Costello
- Foi morta em agosto de 1971. Rena teria pedido para ficar com Charmine, e ela teria sido morta para evitar investigações sobre a mesma.

#### Lynda Gough
- Foi morta em abril de 1973, era uma amante de Fred.

#### Carol "Caz" Ann Cooper
- Desapareceu quando ia andando para um cinema em novembro de 1973.

#### Lucy Katherine Partington
- Foi morta no final de dezembro de 1973 ou no início de janeiro de 1974. Especula-se que foi brutalmente torturada no sotão da casa dos wests até finalmente ser assassinada.

#### Therese Siegenthaler
- Uma estudante suiça, acredita-se que foi brutalmente morta em abril de 1974.

#### Shirley Hubbard
- Com a idade de 15 anos, saiu de casa para fazer um curso, mas nunca chegou. O desaparecimento ocorreu outubro de 1974.

#### Juanita "Nita" Marion Mott
- Foi morta em abril de 1974, desapareceu após uma caminhada.

#### Shirley Anne Robinson
- Shirley era como uma prostituta fixa para os wests. Ela desapareceu após ficar grávida de Fred aos 18 anos.

#### Alison Chambers
- Foi morta em agosto de 1979, um pouco antes de seu aniversário de 17 anos. É considerado a última morte por motivos sexuais.

#### Heather Ann West
- A última das doze vítimas, foi morta porque suspeitava das atividades dos Wests pelo que escutava das filhas deles.